# SuperLiga 2009
Navigation
Édition précédente Édition suivante
La SuperLiga 2009 est la 3e édition du tournoi nord-américain de football.
La finale, entre le Chicago Fire et le Tigres UANL, s'est jouée à Bridgeview le 5 août 2009 et a vu la victoire du Tigres UANL aux tirs au but.

## Clubs qualifiés
Les clubs participants sont les clubs les mieux classés de leur championnat après les qualifiés pour la Ligue des champions de la CONCACAF 2009-2010.
Pour les États-Unis:
- Chicago Fire
- New England Revolution
- Chivas USA
- Kansas City Wizards

Pour le Mexique:
- San Luis FC
- Santos Laguna
- Tigres UANL
- CF Atlas

## Phase finale

### Tableau final
|  | Demi-finales                 | Demi-finales                 |              |       | Finale                   | Finale                   |
|  | Demi-finales                 | Demi-finales                 |              |       | Finale                   | Finale                   |
|  |                              |                              |              |       |                          |                          |
|  | 15 juillet 2009 à Foxborough | 15 juillet 2009 à Foxborough |              |       | 5 août 2009 à Bridgeview | 5 août 2009 à Bridgeview |
|  | 15 juillet 2009 à Foxborough | 15 juillet 2009 à Foxborough |              |       | 5 août 2009 à Bridgeview | 5 août 2009 à Bridgeview |
|  | New England Revolution       | 1                            |              |       | 5 août 2009 à Bridgeview | 5 août 2009 à Bridgeview |
|  | New England Revolution       | 1                            |              |       | 5 août 2009 à Bridgeview | 5 août 2009 à Bridgeview |
|  | Chicago Fire                 | 2                            |              |       | 5 août 2009 à Bridgeview | 5 août 2009 à Bridgeview |
|  | Chicago Fire                 | 2                            | Chicago Fire | 1 (3) |                          |                          |
|  | 15 juillet 2009 à Foxborough |                              | Chicago Fire | 1 (3) |                          |                          |
|  |                              | Tigres UANL                  | 1 (4)        |       |                          |                          |
|  | Tigres UANL                  | Tigres UANL                  | 1 (4)        | 3     |                          |                          |
|  | Tigres UANL                  |                              |              | 3     |                          |                          |
|  | Santos Laguna                | 2                            |              |       |                          |                          |
|  | Santos Laguna                | 2                            |              |       |                          |                          |

### Demi-finales
| 15 juillet 2009 | New England Revolution | 1 - 2 | Chicago Fire             | Gillette Stadium, Foxborough              |                                           |
| 19:00 EDT       | Jankauskas 44e         |       | McBride 34e · Blanco 63e | Spectateurs : 7 215 Arbitrage : Paul Ward | Spectateurs : 7 215 Arbitrage : Paul Ward |
| 19:00 EDT       | Rapport                |       |                          | Spectateurs : 7 215 Arbitrage : Paul Ward | Spectateurs : 7 215 Arbitrage : Paul Ward |

| 15 juillet 2009 | Tigres UANL                                       | 3 - 2 | Santos Laguna             | Gillette Stadium, Foxborough                  |                                               |
| 21:00 EDT       | Molina 3e · Fonseca 19e · Lobos 68e · Batista 83e |       | Quintero 27e · Torres 91+ | Spectateurs : 7 215 Arbitrage : Jamie Gardano | Spectateurs : 7 215 Arbitrage : Jamie Gardano |
| 21:00 EDT       | Rapport                                           |       |                           | Spectateurs : 7 215 Arbitrage : Jamie Gardano | Spectateurs : 7 215 Arbitrage : Jamie Gardano |

### Finale
| 5 août 2009 | Chicago Fire                             | 1 - 1             | Tigres UANL                                    | Toyota Park, Bridgeview                       |                                               |
| 20:00 EDT   | Nyarko 10e                               |                   | Itamar 43e                                     | Spectateurs : 20 000 Arbitrage : Joel Aguilar | Spectateurs : 20 000 Arbitrage : Joel Aguilar |
| 20:00 EDT   | Rapport                                  |                   |                                                | Spectateurs : 20 000 Arbitrage : Joel Aguilar | Spectateurs : 20 000 Arbitrage : Joel Aguilar |
| 20:00 EDT   | Blanco · Banner · Rolfe · Mapp · Woolard | Tirs au but 3 - 4 | Fernández · Viniegra · Ayala · Pulido · Itamar | Spectateurs : 20 000 Arbitrage : Joel Aguilar | Spectateurs : 20 000 Arbitrage : Joel Aguilar |

## Meilleurs buteurs
| Rang | Joueur                  | Club                   | Buts |
| ---- | ----------------------- | ---------------------- | ---- |
| 1    | Armando Pulido          | Tigres UANL            | 3    |
| 2    | Itamar Batista Da Silva | Tigres UANL            | 2    |
| 2    | Cuauhtémoc Blanco       | Chicago Fire           | 2    |
| 2    | Kheli Dube              | New England Revolution | 2    |
| 2    | Abdoulie Mansally       | New England Revolution | 2    |
| 2    | Brian McBride           | Chicago Fire           | 2    |
| 2    | José Rodolfo Reyes      | San Luis FC            | 2    |
| 2    | Juan Pablo Rodríguez    | Santos Laguna          | 2    |
| 2    | Matías Vuoso            | Santos Laguna          | 2    |
| 10   | Jesús Dueñas            | Tigres UANL            | 1    |
| 10   | Juan Pablo García       | Tigres UANL            | 1    |
| 10   | Atiba Harris            | Chivas USA             | 1    |
| 10   | Jay Heaps               | New England Revolution | 1    |
| 10   | Agustín Herrera         | Santos Laguna          | 1    |
| 10   | Francisco Fonseca       | Tigres UANL            | 1    |
| 10   | Edgaras Jankauskas      | New England            | 1    |
| 10   | Michael Lahoud          | Chivas USA             | 1    |
| 10   | Jeff Larentowicz        | New England Revolution | 1    |
| 10   | Claudio López           | Kansas City Wizards    | 1    |
| 10   | Braulio Luna            | San Luis FC            | 1    |
| 10   | Justin Mapp             | Chicago Fire           | 1    |
| 10   | Jesús Molina            | Tigres UANL            | 1    |
| 10   | Alfredo Moreno          | San Luis FC            | 1    |
| 10   | Patrick Nyarko          | Chicago Fire           | 1    |
| 10   | Carlos Quintero         | Santos Laguna          | 1    |
| 10   | Francisco Javier Torres | Santos Laguna          | 1    |